# Arewik Petrosjan
Arewik Petrosjan (armenisch Արեւիկ Պետրոսյան, wiss. Transliteration Arewik Petrosyan; * 9. Dezember 1972 in Leninakan) ist eine armenische Politikerin und Juristin. Von 2010 bis 2022 war sie Richterin am Verfassungsgericht der Republik Armenien.

## Leben und Wirken
Petrosjan studierte Rechtswissenschaften an der Staatlichen Universität Jerewan, wo sie 1994 mit Auszeichnung ihren Abschluss machte. Anschließend war sie als Rechtsberaterin n der Rechtsabteilung des Präsidenten der Republik Armenien Lewon Ter-Petrosjan tätig, 1996 wechselte sie in die entsprechende Abteilung des Präsidialamtes. Ab 1997 leitete sie die Rechtsabteilung des Präsidialamtes. In den Jahren 1998 bis 1999 fungierte sie zunächst als kommissarische Leiterin der Abteilung für Protokoll und Übersetzung im Präsidialamt, bevor sie die Leitung dieser Abteilung fest übernahm und gleichzeitig stellvertretende Leiterin des Sekretariats wurde. 1999 wechselte sie als stellvertretende Justizministerin in das armenische Justizministerium. Per Dekret des Präsidenten wurde sie 2002 für eine fünfjährige Amtszeit zur stellvertretenden Vorsitzenden des Rates für den öffentlichen Dienst der Republik Armenien ernannt, 2007 wurde diese Ernennung erneuert. 
2007 wurde sie für die Partei Blühendes Armenien in die armenische Nationalversammlung gewählt. Von Juni bis November 2007 bekleidete sie das Amt des Vorsitzenden des Ständigen Ausschusses für den Schutz der Menschenrechte und öffentliche Angelegenheiten. Anschließend war sie bis Oktober 2010 stellvertretende Vorsitzende der Nationalversammlung. Danach war sie für kurze Zeit Mitglied des Ständigen Ausschusses für Gesundheitswesen, Mutterschaft und Kindheit. Am 8. Dezember 2010 wurde sie schließlich per Dekret des Präsidenten der Republik Armenien zum Mitglied des Verfassungsgerichts der Republik Armenien ernannt. 2022 schied sie aus diesem Amt aus.
Petrosjan ist Mutter einer Tochter.